# Paracapillaria philippinensis
Capillaria philippinensis, Aonchotheca philippinensis
Sous-genre
Espèce
Synonymes
- Capillaria philippinensis Chitwood, Velasquez & Salazar, 1968 (protonyme)
- Aonchotheca philippinensis (Chitwood, Velasquez & Salazar, 1968)

Paracapillaria philippinensis est une espèce de nématodes de la famille des Capillariidae. Les œufs de ce ver peuvent infecter l'homme et causer la capillariose intestinale.

## Cycle parasitaire

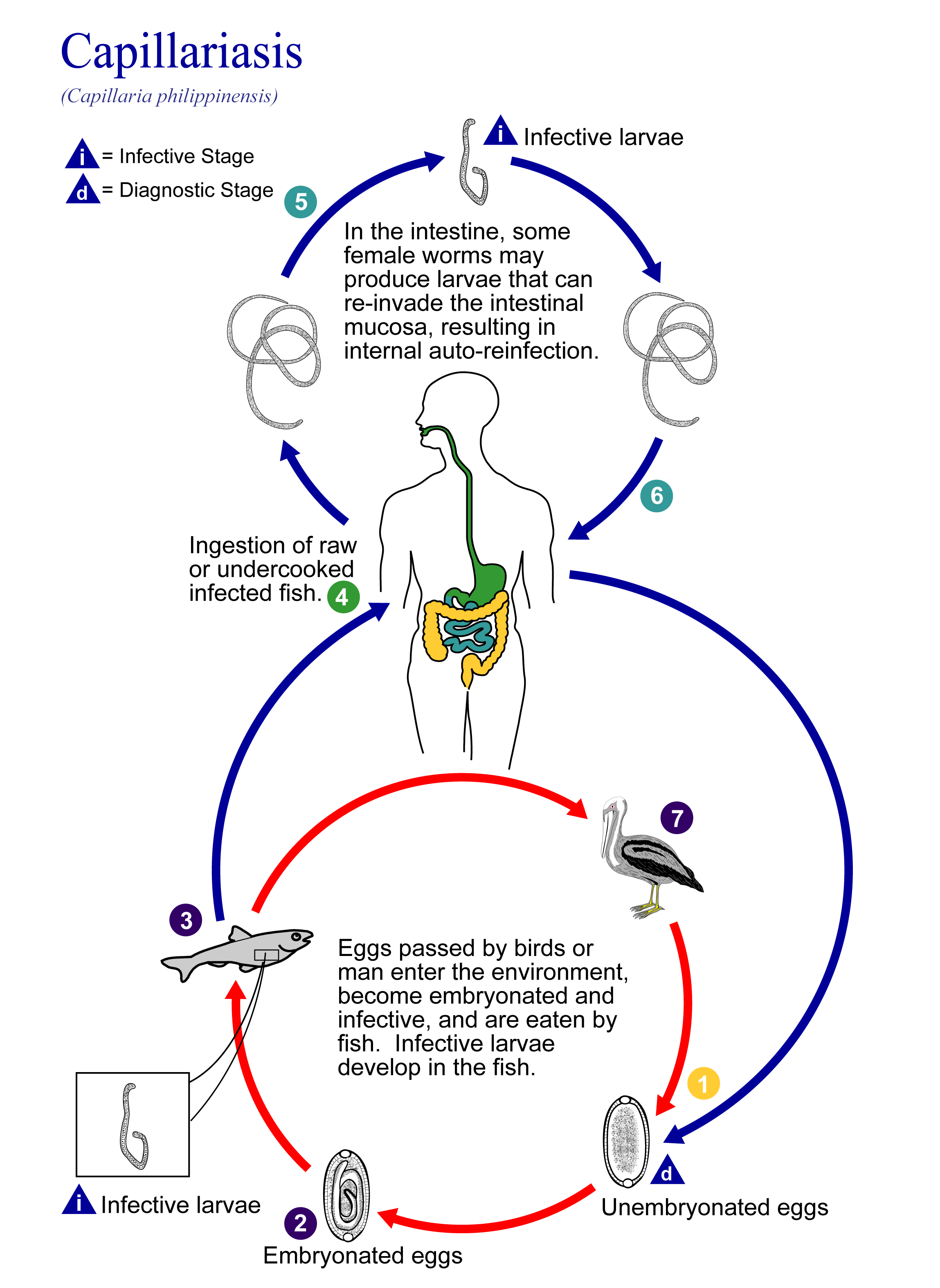
Cycle parasitaire de Paracapillaria philippinensis.

## Taxinomie
L'espèce est décrite en 1968 sous le protonyme Capillaria philippinensis. Elle est placée dans le genre Aonchotheca par le parasitologiste tchèque František Moravec en 1982, mais elle est déplacée pour le genre Paracapillaria par le même auteur en 2001, pour un sous-genre propre, Crossicapillaria.